# Bicton (Clun)
Bicton – wieś w Anglii, w hrabstwie Shropshire, blisko miasta Clun, z zamkiem. Leży 37 km na południowy zachód od miasta Shrewsbury i 224 km na północny zachód od Londynu.